# Azat Nurgáliyev
 Azat Nurgáliyev  (en ruso: Азат Нургалиев; Shymkent, Kazajistán, 30 de junio de 1986) es un futbolista kazajo que juega de centrocampista en el F. C. Tobol de la Liga Premier de Kazajistán.

## Clubes
| Club                  | País       | Año       | Partidos | Goles |
| --------------------- | ---------- | --------- | -------- | ----- |
| F. C. Ordabasy        | Kazajistán | 2004-2005 | 46       | 1     |
| F. C. Tobol           | Kazajistán | 2005-2010 | 123      | 20    |
| F. C. Ordabasy        | Kazajistán | 2011      | 29       | 3     |
| F. C. Zhetysu         | Kazajistán | 2012      | 9        | 4     |
| F. C. Sunkar          | Kazajistán | 2012      | 9        | 2     |
| F. C. Ordabasy        | Kazajistán | 2013-2017 | 130      | 24    |
| F. C. Astana (cedido) | Kazajistán | 2016      | 11       | 6     |
| F. C. Tobol           | Kazajistán | 2018-     | 0        | 0     |